# 以賽亞·希克斯
以賽亞·德韋恩·希克斯（1994年7月24日—）為美國男子籃球運動員，現效力於韓國籃球聯賽首爾SK騎士。
希克斯來自北卡罗来纳大学教堂山分校，曾效力纽约尼克斯兩個賽季，2020年7月韓國籃球聯賽首爾三星雷霆宣布引進希克斯。2021年6月希克斯與首爾三星雷霆續約。2021年11月希克斯在比賽中左腳受傷，經診斷為韌帶斷裂，需至少八週時間康復，首爾三星雷霆簽下托马斯·罗宾逊頂替希克斯。2022年2月首爾三星雷霆重新引進已康復的希克斯頂替托马斯·罗宾逊。2022年7月希克斯加盟B1聯賽三遠新鳳凰。2023年7月大邱KOGAS飛馬宣布與希克斯簽約。2023年11月希克斯在賽季開打前舉辦的KBL盃中阿基里斯腱發生斷裂，安德鲁·尼克尔森入隊頂替希克斯。2024年6月首爾SK騎士宣布與希克斯簽約。

## 外部連結
- 以賽亞·希克斯在fiba.basketball（英语）
- 以賽亞·希克斯在NBA官網（英语）
- 以賽亞·希克斯在NBA G聯盟官網（英语）
- 以賽亞·希克斯在B.LEAGUE官網（日语）
- 以賽亞·希克斯在韓國籃球聯賽官網（英语）
- 以賽亞·希克斯在Basketball-Reference.com（NBA）（英语）
- 以賽亞·希克斯在Basketball-Reference.com（NBA G聯盟）（英语）
- 以賽亞·希克斯在Sports-Reference.com（NCAA）（英语）
- 以賽亞·希克斯在ESPN（NBA）（英语）
- 以賽亞·希克斯在Eurobasket.com（球員）（英语）
- 以賽亞·希克斯在Proballers（英语）
- 以賽亞·希克斯在RealGM（英语）
- 以賽亞·希克斯在Flashscore（英语）